# NGC 1133
NGC 1133 ist eine Balken-Spiralgalaxie vom Hubble-Typ SBa im Sternbild Eridanus am Südsternhimmel. Sie ist schätzungsweise 236 Millionen Lichtjahre von der Milchstraße entfernt.
Das Objekt wurde im Jahre 1886 vom US-amerikanischen Astronomen Francis Leavenworth entdeckt.